# Gaintza
Gaintza è un comune spagnolo di 133 abitanti situato nella comunità autonoma dei Paesi Baschi.